# Сороковая
Сороковая — деревня в Пермском крае России. Входит в Березниковский городской округ в рамках организации местного самоуправления и в Усольский район в рамках административно-территориального устройства края.

## География
Деревня находится в правобережной части округа, в районе южно-таёжных пихтово-еловых лесов, на левом берегу реки Гижги, на расстоянии приблизительно 53 километров (по прямой) к северо-западу от города Березники, административного центра округа. Абсолютная высота — 150 метров над уровнем моря.
Климат
Климат характеризуется как умеренно континентальный, с продолжительной холодной зимой и коротким тёплым летом. Средняя многолетняя температура самого холодного месяца (января) составляет −15,7°С (абсолютный минимум — −48,3 °С), температура самого тёплого (июля) — +17,4°С (абсолютный максимум — 37 °С). Продолжительность безморозного периода составляет 114 дней. Среднегодовое количество осадков — 634 мм.

## История
С 2004 до 2018 года деревня входила в Усольское городское поселение Усольского муниципального района, с 2018 года — входит в состав Берёзовского территориального отдела Березниковского городского округа.

## Население
| 2010 |
| ---- |
| 37   |

Половой состав
По данным Всероссийской переписи населения 2010 года в половой структуре населения мужчины составляли 48,6 %, женщины — соответственно 51,4 %.
Национальный состав
Согласно результатам переписи 2002 года, в национальной структуре населения русские составляли 96 % из 80 чел.